# Kościół św. Mateusza w Gębicach
Kościół św. Mateusza w Gębicach – późnogotycka świątynia z początku XVI w. fundacji Sulimów z Oporowa, ówczesnych dzierżawców miasta; konsekrowana w 1516.
W latach 1768−1772 budynek został przebudowany w stylu barokowym, zaś w latach 1862−1874 regotyzowany według projektu Friedricha Augusta Stülera. W 1945 roku pożar strawił większość bogatego wyposażenia. W 1950 dobudowano dwie pseudogotyckie kaplice, a w 1892 kościół zyskał neogotyckie kruchty. W trójnawowym wnętrzu można zobaczyć gotyckie sklepienie żebrowe, a w prezbiterium gwiaździsto-sieciowe. Wyposażenie kościoła jest barokowe. Obok świątyni stoi dzwonnica z 1892 roku. Na zewnętrznych murach prezbiterium znajdują się trzy gotyckie kafle.
Obecnie budynek należy do parafii św. Mateusza Apostoła i Ewangelisty.

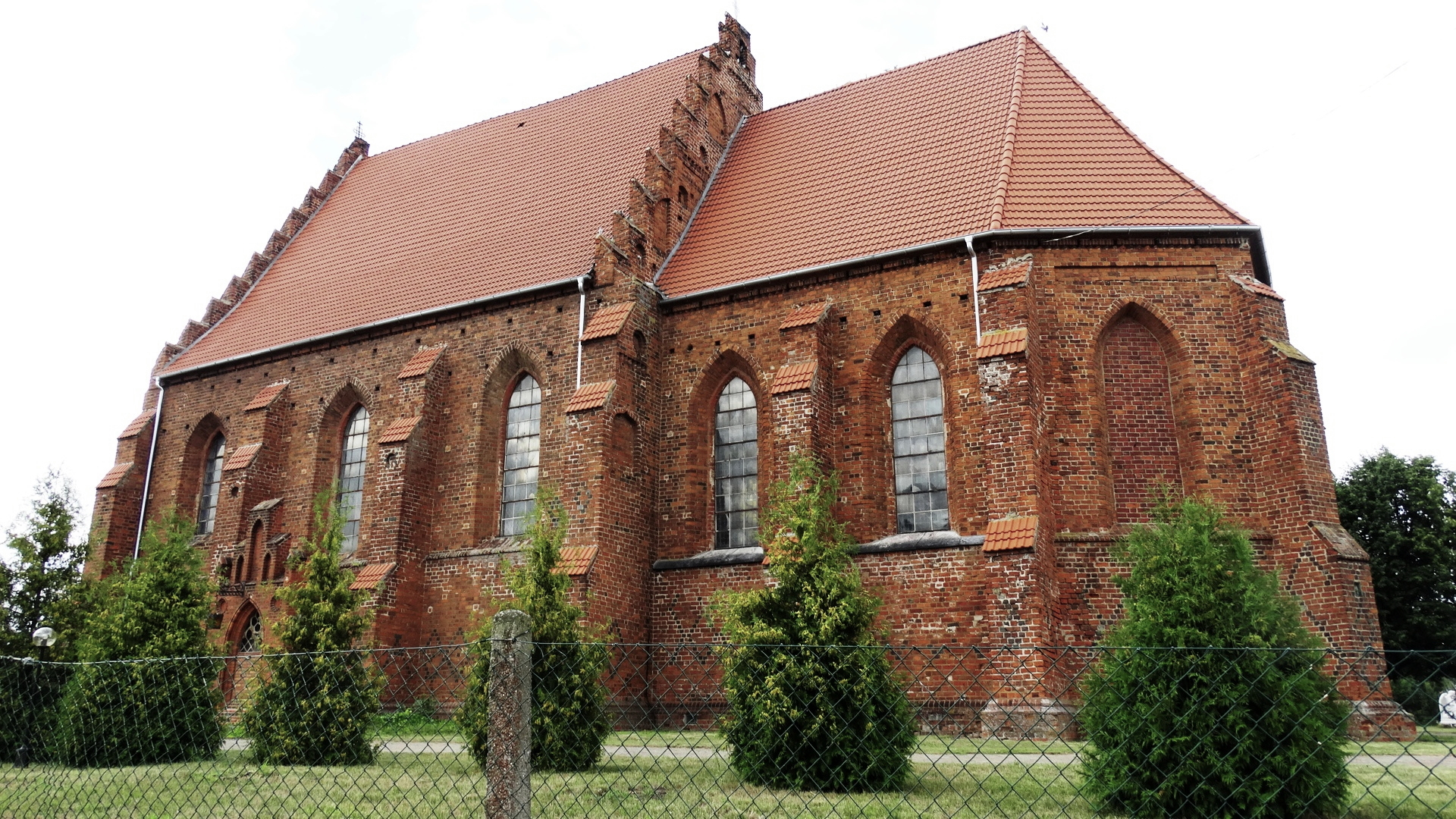
Kościół
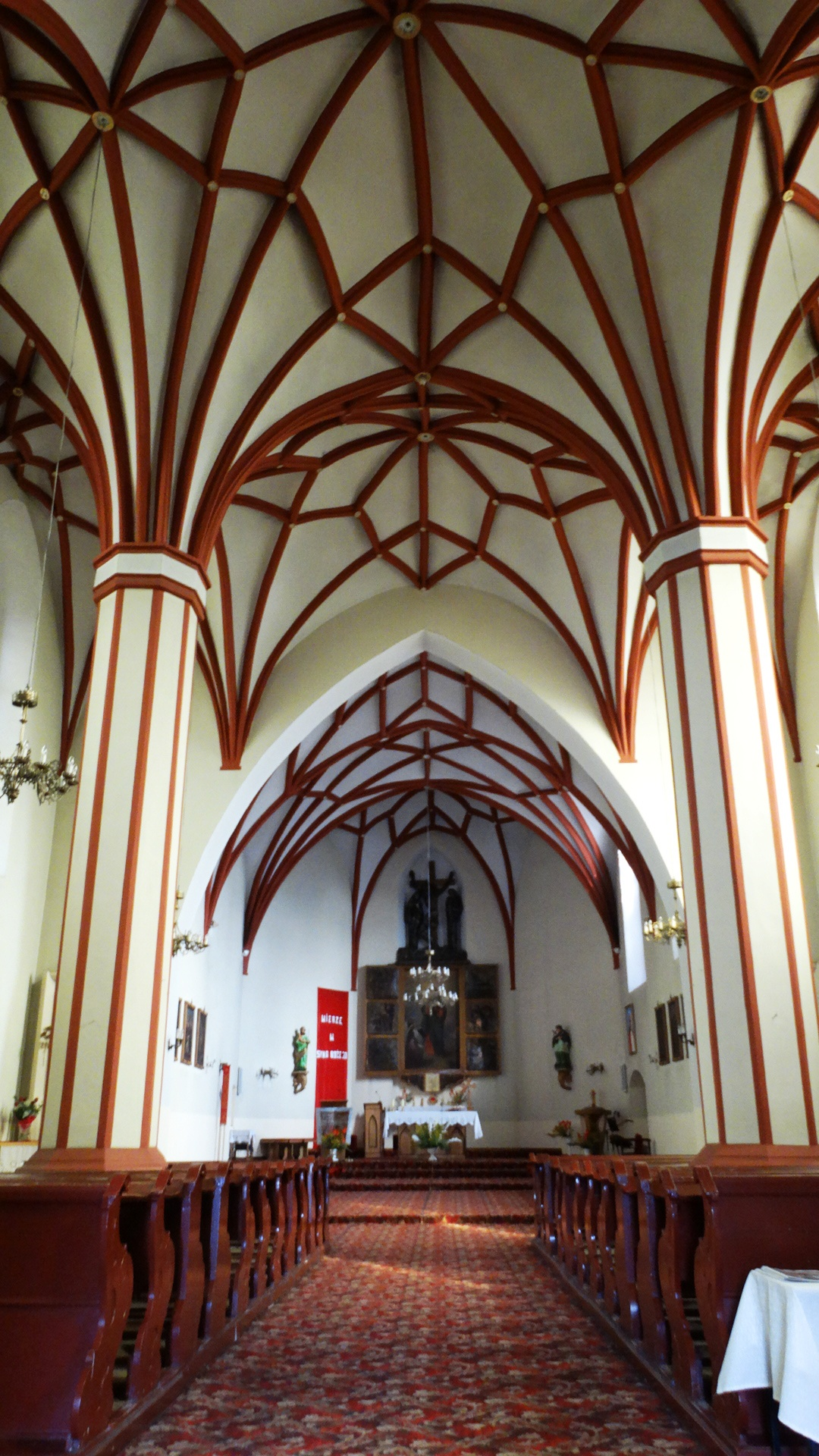
Wnętrze kościoła
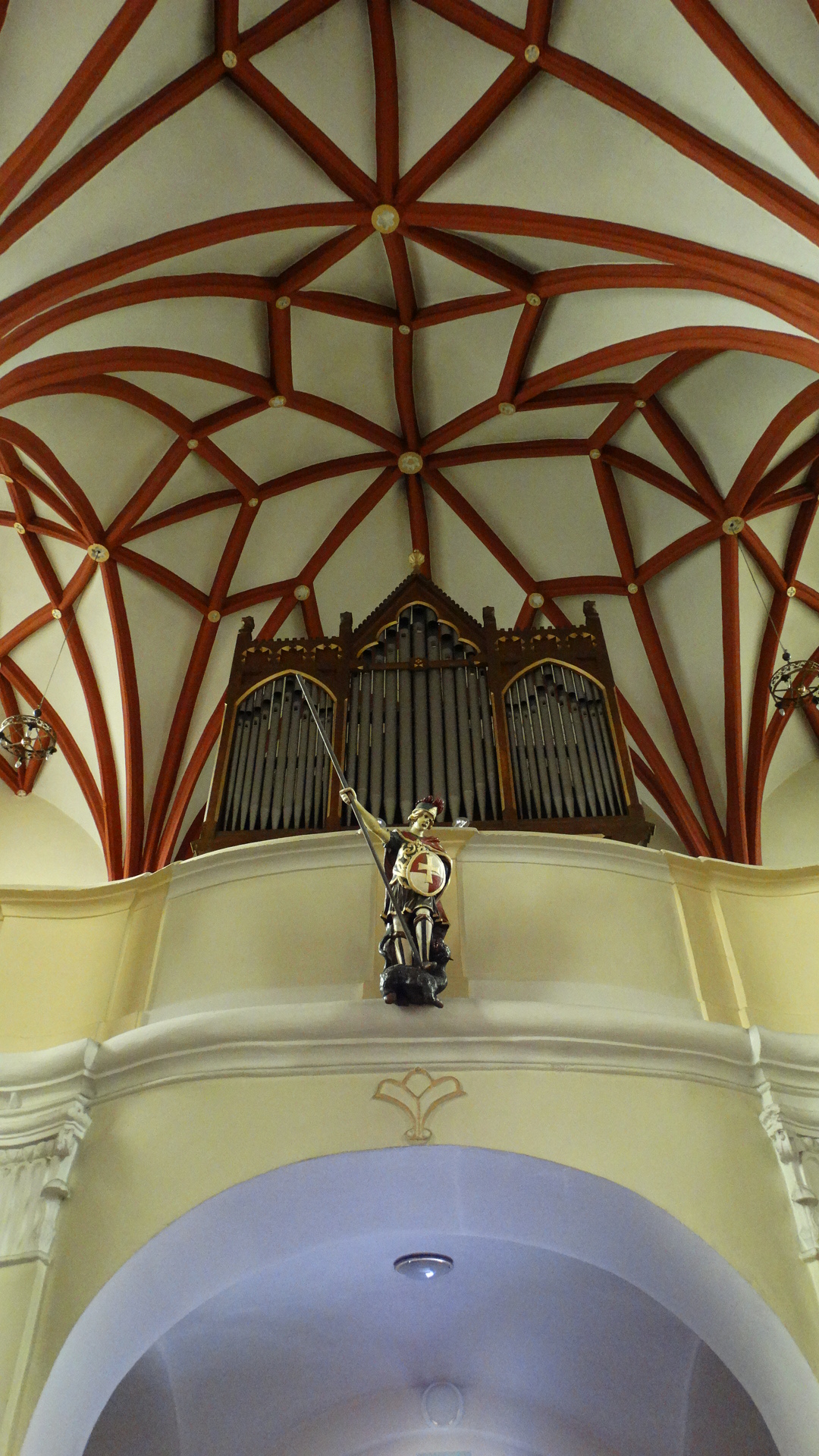
Organy
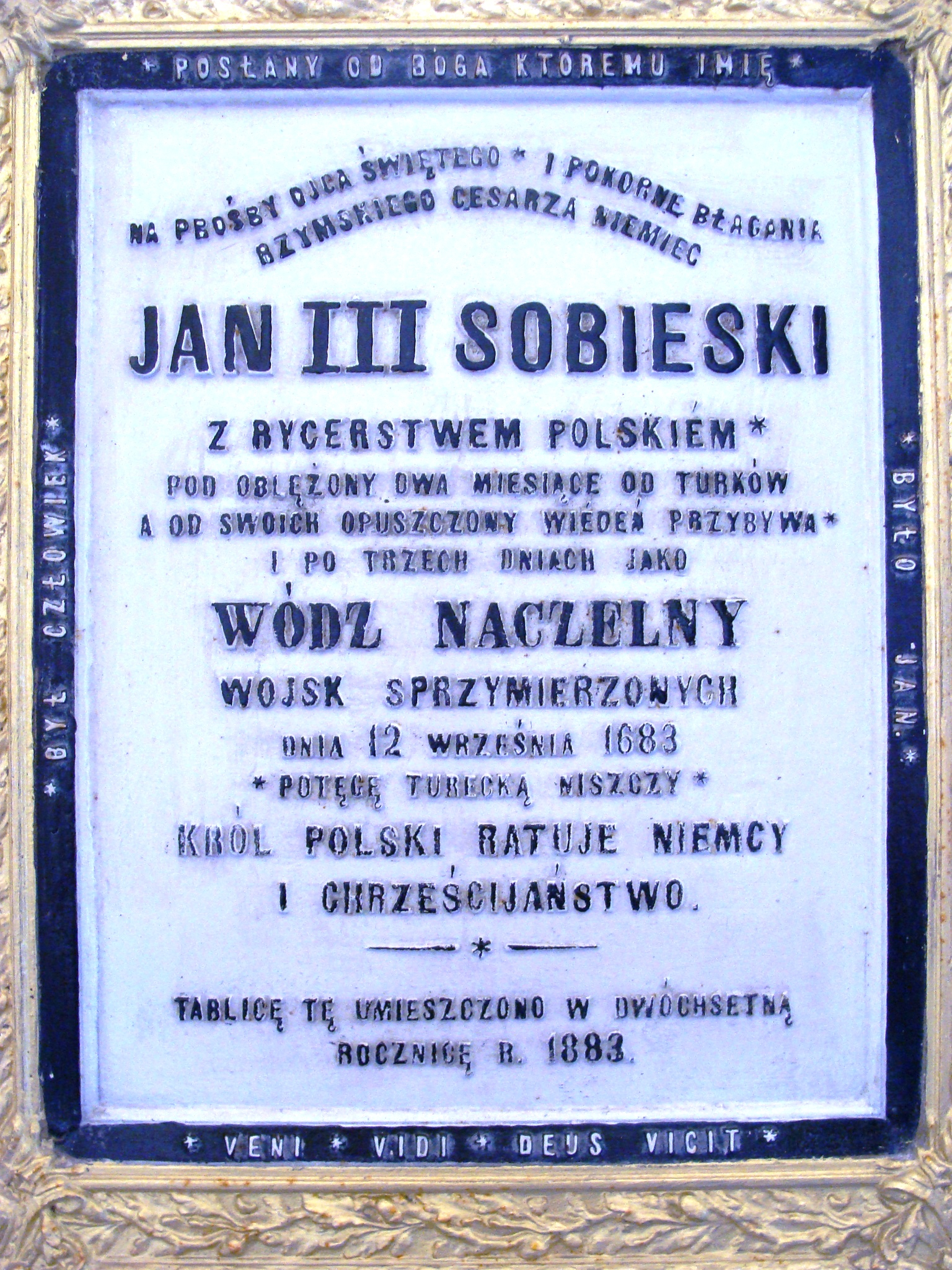
Tablica pamiątkowa
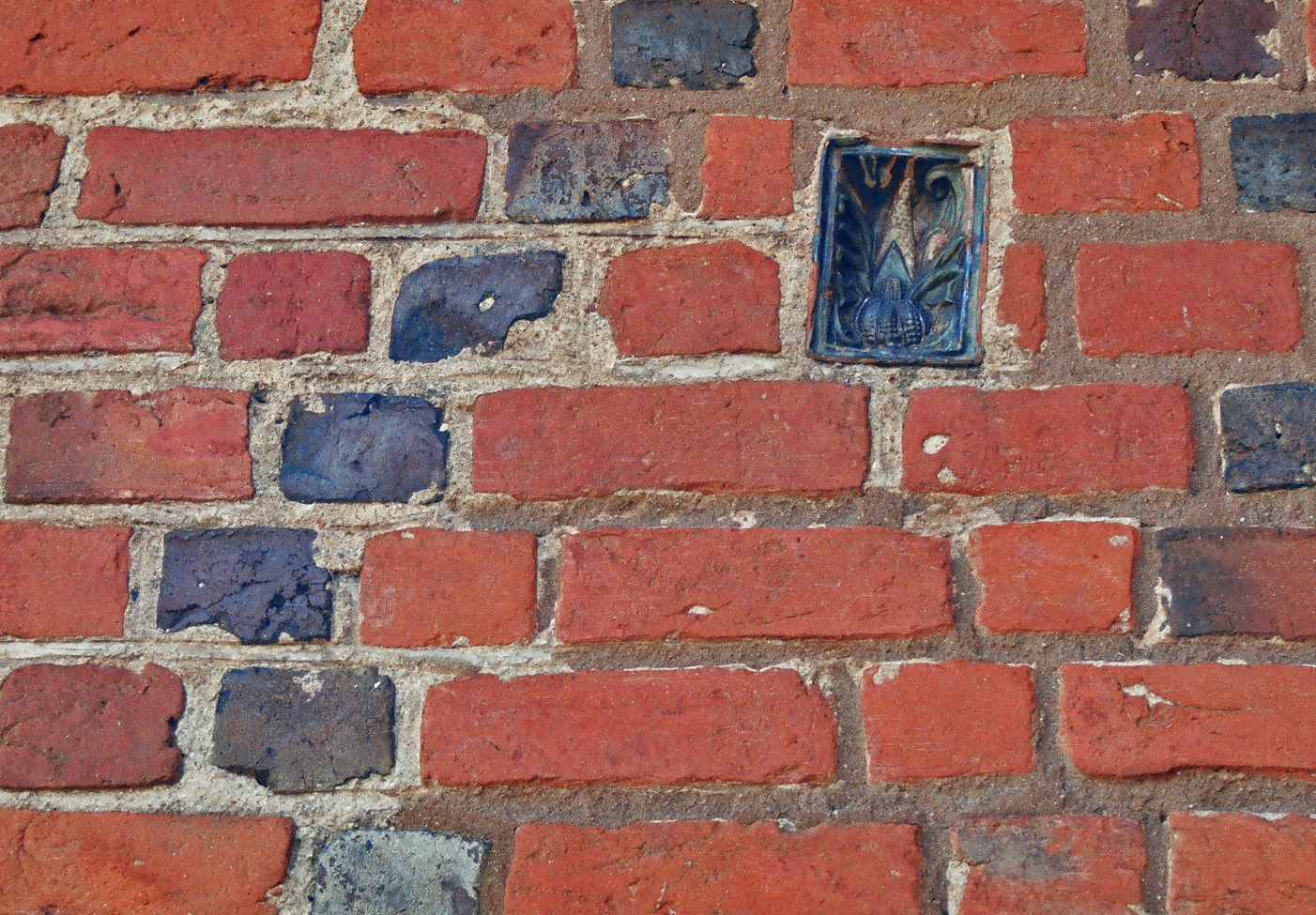
Jeden z trzech gotyckich kafli